# Majdnem terhes
A Majdnem terhes (eredeti cím: Kinda Pregnant) 2025-ben bemutatott amerikai filmvígjáték, amelyet Julie Paiva és Amy Schumer forgatókönyvéből Tyler Spindel rendezett. A főbb szerepekben Schumer, Jillian Bell, Brianne Howey és Will Forte látható.
A film 2025. február 5-én jelent meg a Netflixen.

## Cselekmény
Lainy gyerekkorában az anyaságot játszva eljátssza a szülést barátnőjével, Kate-tel. Felnőttként Kate teherbe esik. Lainy tanárként dolgozik, és amikor négy éve tartó barátja, Dave vacsorára hívja, majd egy hármas kapcsolatra próbálja rávenni, Lainy elveszíti a türelmét. Másnap az osztályában elégeti a diákok könyveit, és beindítja a tűzriasztót.  
Lainy akkor értesül Kate terhességéről, amikor együtt ebédelnek. Másnap az iskolában azt is megtudja, hogy egy fiatalabb tanárnő, Shirley is terhes. Lainy és Kate elmennek egy ruhaboltba, ahol Lainy felpróbál egy hamis terheshasat. Elbűvöli, ahogy az emberek kedvesen és tisztelettel fordulnak felé. Ez arra ösztönzi, hogy a hamis terheshasat viselve ellátogasson egy „Mamaste” nevű terhességi jógaórára, ahol megismerkedik Megannel, egy várandós nővel. Megan meghívja vacsorára az otthonába, ahol Lainy találkozik Josh-sal. Egy baleset következtében a hamis hasa meggyullad, és miközben megpróbálja rendbe hozni, hosszasan beszélget Megannel. Megan köszönetet mond neki, amiért erőt ad neki, így Lainy folytatja a terhesség színlelését.
Fallon tudomást szerez róla, hogy Lainy csak megjátssza a terhességét, és figyelmezteti, hogy hagyja abba, de Lainy nem hallgat rá. Egy gyerekruhaüzletben Megan fia észreveszi Lainyt és Kate-et, és rájön, hogy Lainy hasa nem valódi. Steve és Megan is ott vannak, de Lainy elbújik, hogy ne lássák meg.  
Josh randira hívja Lainyt: először egy jégpályára mennek, majd egy vacsorával egybekötött táncos esten vesznek részt egy City Cruises jachton. Ott találkoznak Lainy exbarátjával, Dave-vel, aki elhiszi, amikor Lainy azt állítja, hogy egy hálaadás utáni Black Friday akció során esett teherbe.  
Megan meglátogatja Lainyt az iskolájában, ahol terápiás osztályt tartanak várandós nőknek, és megkéri, hogy csatlakozzon hozzá. Lainy egy héliumos lufit rejt a ruhája alá, hogy terhesnek tűnjön. Fallon is megjelenik az órán, és ő is úgy tesz, mintha terhes lenne.  
Később, miközben Megan altatja a fiát, Lainy megcsókolja Josh-t, majd elmegy hozzá. Mielőtt lefeküdnének egymással, Lainy egy szemmaszkot tesz Josh-ra, és nem veszi le a felsőjét, hogy leplezze a hamis terhességét. Cowgirl pózban szeretkeznek, de véletlenül kinyílik a garázsajtó. Ezután Lainy hirtelen távozik, mondván, hogy nem tud lefeküdni vele.
Lainy beavatja Fallont abba, hogy "meg akar szabadulni" a (nem létező) babájától, de ezt Shirley véletlenül meghallja, és elmondja Kate-nek. Kate meghívja Lainyt a babaváró bulijára, ahol Megan is megjelenik Shirley társaságában. Lainy egy csirkét rejt a ruhája alá, hogy tovább fenntartsa a terhesség látszatát, de amikor szembesítik a hazugságával, a csirke kiesik, és kénytelen beismerni, hogy nem is vár gyereket. Megan dühösen távozik.  
Később Kate és Megan is kibékülnek Lainyvel. Lainy végre bevallja Josh-nak, hogy szereti, és elárulja neki a valódi nevét. Dave is meglátogatja Lainyt, aki először azt hazudja neki, hogy hármas ikreket vár tőle, majd figyeli, ahogy Dave megkönnyebbül, amikor leveszi a hamis terhespárnát.  
Lainy visszatér a tanításhoz, amikor az egyik diákja szól neki, hogy egy Zamboni (jégpálya-karbantartó gép) áll kint. Kimegy, és találkozik Josh-sal, aki szerelmet vall neki. Együtt felpattannak a Zambonira, és miközben elhajtanak az iskolából, véletlenül rengeteg kárt okoznak.

## Szereplők
| Szerep        | Színész          | Magyar hang            |
| ------------- | ---------------- | ---------------------- |
| Lainy Newton  | Amy Schumer      | Mezei Kitty            |
| Josh Lewis    | Will Forte       | Görög László           |
| Kate          | Jillian Bell     | Kokas Piroska          |
| Megan Taylor  | Brianne Howey    | Mikecz Estilla         |
| Shirley       | Lizze Broadway   | Csifó Dorina           |
| Fallon Clit   | Urzila Carlson   | Sági Tímea             |
| Steve         | Chris Geere      | Simon Kornél           |
| Dave          | Damon Wayans Jr. | Bozsó Péter            |
| Mark          | Joel David Moore | Horváth-Töreki Gergely |
| jógaóra tanár | Jackie Sandler   | Galiotti Barbara       |
| lány a metrón | Sunny Sandler    | Fekete Anna Luca       |

### Magyar változat
- Magyar szöveg: Heltai Olga
- Hangmérnök: Farkas László
- Vágó: Sári-Szemerédi Gabriella
- Gyártásvezető: Cabello-Colini Borbála
- Szinkronrendező: Marton Bernadett

A szinkront a Mafilm Audio Kft. készítette el.

## A film készítése
2023 novemberében bejelentették, hogy Amy Schumer a Netflix számára készített Majdnem terhes című film producere és főszereplője lesz. A Happy Madison Productions részéről Adam Sandler, Tim Herlihy, Judit Maull, Kevin Grady és Eli Thomas, a Something Happy Productions részéről pedig Molly Sims volt a producer. 2024 februárjában Jillian Bell, Will Forte, Damon Wayans Jr., Brianne Howey és Chris Geere csatlakozott a stábhoz. A következő hónapban Alex Moffat, Joel David Moore, Lizze Broadway, Urzila Carlson és Francis Benhamou is csatlakozott a szereplőgárdához.
A forgatásra 2024 februárjában és márciusában került sor a Brooklynban.

## Fogadtatás
A The Hollywood Reporter munkatársa, Lovia Gyarkye „kissé unalmasnak” minősítette a filmet.